# CC & Lee
CC & Lee era un gruppo musicale svedese attivo fra il 2003 e il 2011 e formato dalle cantanti Cecilia "CC" Furlong e Lena "Lee" Ström e dai musicisti Daniel Uhlas, Henrik Ström, Robert Furlong e Roger Holmberg.

## Carriera
Originari di Malmö, i CC & Lee sono saliti alla ribalta nel 2008 con la loro partecipazione alla prima edizione della competizione canora di SVT Dansbandskampen, dove sono arrivati in finale. A febbraio 2009 è uscito il loro album di debutto, Gåva till dig, che è entrato nella classifica svedese al 9º posto. Hanno partecipato nuovamente a Dansbandskampen nel 2010, piazzandosi sul podio al terzo posto.

## Formazione
- Cecilia "CC" Furlong – voce
- Lena "Lee" Ström – voce
- Robert Furlong – chitarra
- Henrik Ström – pianoforte
- Roger Holmberg – basso
- Daniel Uhlas – batteria

## Discografia

### Album
- 2009 – Gåva till dig

### Singoli
- 2009 – Himlen kan vänta
- 2009 – Leende guldbruna ögon
- 2009 – Kan du se genom tårarna
- 2010 – Honey
- 2010 – Better Best Forgotten